# Prognoză meteorologică
Prognoza meteorologică reprezintă punerea în practică a unor tehnologii în scopul emiterii unor ipoteze de prevedere a stării vremii. Datele sunt obținute în urma studierii mai multor parametri numiți condiții atmosferice, ce constituie obiectul de studiu al meteorologiei. Chiar și la nivelul actual de dezvoltare a domeniului, prognozele emise de către specialiști pot propune evoluții eronate ale vremii.
Prognoza meteorologică este adusă la cunoștința populației prin mijloace diverse de propagare, care presupun însă o receptare în scurt timp (ziare, reviste, radiodifuziune, Internet). O soluție foarte răspândită este buletinul meteorologic, un scurt program de radiodifuziune (radio, TV) care se ajută de folosirea unor hărți și diagrame sugestive pentru a anunța prognoza următoarelor câteva zile.
Sunt trei centre meteorologice internaționale care se află în:
- Washington, DC (S.U.A)
- Melbourne (Australia)
- Moscova (Federația Rusă)

O dată cu lansarea sateliților artificiali ai Pământului, stațiile meteorologice oferă informații ample și precise despre starea atmosferei. Doi sateliti pot cerceta în 24 de ore circa jumătate din suprafața Globului. Specialiștii, analizând informațiile acumulate, intocmesc hărți ale stării vremii, numite hărți sinoprice. Pe ele, prin semne convenționale, se indică starea vremii în diferite regiuni ale Pământului.
Pe hărțile sinoptice sunt indicate direcția și circulația diferitelor mase de aer, temperatura aerului, presiunea atmosferică, umiditatea aerului, direcția și viteza vântului. Pe baza acestora se alcătuiește pronosticul vremii pentru zilele sau perioada următoare.

## Categorii de prognoze
Există mai multe tipuri de prognoze meteo:
- prognoza imediată (nowcasting): o descriere a parametrilor de vreme pentru intervalul imediat următor de maxim 3 ore;
- prognoza vremii pe foarte scurtă durată: o descriere a parametrilor de vreme pentru următoarele 12 ore;
- prognoza vremii pe termen scurt: o descriere a parametrilor de vreme pentru următoarele 3 zile;
- prognoza vremii pe durată medie: o descriere a parametrilor de vreme pentru următoarele maxim 10 zile;
- prognoza pe lungă durată se refera la intervale de la o lună la maxim doi ani;
  - prognoza lunară descrie parametrii de vreme medii, exprimați ca abateri de la valoarea climatică pentru luna următoare;
  - estimarile sezoniere descriu parametrii de vreme medii, pe următoarele 3 luni, exprimați ca abateri față de valorile climatice pentru acel sezon;
- estimarea variabilitatii climatice: descrierea parametrilor așteptați, asociați cu variația interanuală, decenială și seculară ale anomaliilor climatice;
- estimarea climatică: descrierea climatului așteptat să se producă în viitor, incluzând atât efecte naturale cât și influențe umane.